# The Long Blondes
The Long Blondes fue una banda de indie rock originaria de Sheffield, Inglaterra. La banda no sólo se conoció por su música, sino también por su imagen de "punk glamuroso". La cantante Kate Jackson ha sido nombrada en la sección de estilo del periódico The Guardian y en la lista de gente cool de la NME (escalando de la posición 39 de 2005 a la #7 en 2006). La banda anunció que se separaba en octubre de 2008 por los problemas de salud de Dorian Cox.

## Historia
Firmaron con Rough Trade Records el 13 de abril de 2006 y lanzaron su primer sencillo Weekend Without Makeup en junio. Grabaron su muy anticipado álbum debut Someone to Drive You Home durante el verano de ese año y lo lanzaron a la venta el 6 de noviembre. Trabajaron con el productor Steve Mackey, también bajista de Pulp. El álbum fue precedido por la edición de su segundo sencillo "Once and Never Again" el 23 de octubre y que debutó en el número 30 de las listas británicas.
Participaron en varios festivales del Reino Unido en el verano del 2006, incluyendo el Carling Weekend, el Summer Sundae de Leicester y el Electric Picnic de Irlanda.
En octubre de 2008 anunciaron en su página de myspace que se separaban, debido al delicado estado de salud de Dorian Cox, quien sufrió un derrame cerebral en junio de ese mismo año lo que les obligó a cancelar su gira.

## Estilo
Las canciones de The Long Blondes reflejan varias influencias, incluyendo pop de los sesenta, a los Buzzcocks, The Ramones, el post-punk y el New Wave. Algunos rasgos de otra banda de Sheffield, Pulp, también pueden ser oídos en sus grabaciones. La magnitud de dichas influencias varía de canción a canción. La voz de Jackson se ha comparado con la de Ari Up de The Slits, Deborah Harry de Blondie, y las del grupo Au Pairs. Las voces secundarias de Dorian Cox son también muy parecidas a la de Jarvis Cocker. Su música se centra en guitarras angulares y líneas de bajo prominentes. Sin embargo, la banda misma ha declarado influencias más eclécticas de lo que su música deja ver, citando a Burt Bacharach, Holland-Dozier-Holland, Chinn and Chapman y Stock, Aitken and Waterman.
El grupo ganó cierta notoriedad al principio de su carrera tras declarar que "Nosotros no escuchamos a los Beatles, los Rolling Stones, Jimi Hendrix, The Doors ni Bob Dylan. Escogimos un instrumento cada uno y aprendimos a tocarlo." Esta declaración fue publicada por primera vez en su sitio web y fue visto como un comentario sobre la naturaleza derivativa de la escena musical contemporánea.

## Miembros
- Dorian Cox, guitarra principal y teclados.
- Reenie Hollis, bajo.
- Emma Chaplin, guitarra rítmica y teclados.
- Kate Jackson, voz.
- Screech Louder (nombre real Mark Turvey),[3] batería.

## Discografía

### Álbumes
- Someone to Drive You Home - 6 de noviembre de 2006 (#44 en las listas británicas)
- Couples - 8 de abril de 2008

### Sencillos
- Autonomy Boy / Long Blonde (split de 7" con The Boyfriends) - Filthy Little Angels (Sept 2004)
- New Idols / Long Blonde - Thee Sheffield Phonographic Corporation
- Giddy Stratospheres (con Polly and Darts) - Angular Recording Corporation
- Giddy Stratospheres (EP de 12") - What's Your Rupture?
- Appropriation (By Any Other Name) (con My Heart is Out of Bounds y Lust in the Movies) - Angular Recording Corporation
- Separated By Motorways (con Big Infatuation) - Good and Evil
- Weekend Without Makeup - Rough Trade (#28 en el RU)
- Once And Never Again - Rough Trade (#30 en el RU)
- Giddy Stratospheres - Rough Trade (#37 en el RU)

## Trivia
Se le preguntó a Jackson sobre su lugar en la lista de la NME, contestando que "probablemente no tenían suficientes niñas. Estaba tan llena de niños aburridos que necesitaban de alguien que trajera un toque de glamour".